# Судноремонтний завод «Південний»
Судноремонтний завод «Південний» — українське судноремонтне підприємство, яке виконує широкий спектр робіт й послуг з ремонту й переоснащення суден. Знаходиться у Гагарінському районі міста в Комишовій Бухті.

## Напрями діяльності
- ремонт, заміна й виготовлення корпусних конструкцій судна;
- трубопроводні роботи;
- ремонт гвинто-рульових комплексів будь-якого типу;
- ремонт двигунів і агрегатів, суднових механізмів;
- очистка й фарбування всіх типів;
- ремонтні роботи електричної частини;
- роботи з добудови;
- ремонт і встановлення радіообладнання й засобів навігації.

## Виробничі потужності
Плавучий док:
- Вантажопідйомність - 8500 т
- Робоча довжина - 139 м
- Довжина з кринолінами - 155 м
- Ширина - 24 м
- Крани - 2х5 т
- Глибина підхідного фарватера - 6,0 м

Плавучий кран повноповоротний:
- Вантажопідйомність - 100 т
- Довжина - 40 м
- Ширина - 20 м
- Висота борту - 2,88 м
- Осадка - 1,78 м
- Дедвейт - 329 т
- Потужність - 2х132 кВТ